# Jelena Trivić

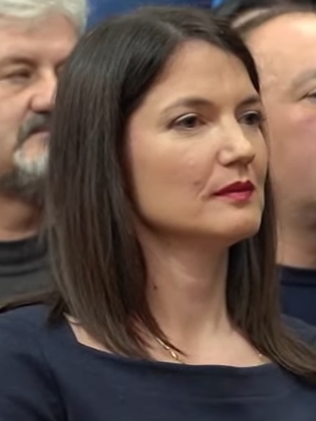
Jelena Trivić (2021)

Jelena Trivić (geboren 8. August 1983 in Banja Luka, Bosnien und Herzegowina) ist eine bosnisch-serbische Wirtschaftswissenschaftlerin und Politikerin. Bei den Wahlen in Bosnien und Herzegowina 2022 kandidierte sie als Mitglied der Partija demokratskog progresa (PDP) (Partei des Demokratischen Fortschritts) für die Präsidentschaft in der Republika Srpska und war damit Gegenkandidatin von Milorad Dodik.

## Leben
Jelena Trivić schloss nach einem Grundstudium in Banja Luka 2007 ihr Masterstudium an der Fakultät für Wirtschaftswissenschaften in Bologna ab. Im November 2013 wurde sie an der Fakultät für Wirtschaftswissenschaften der Universität Belgrad promoviert.
Neben einer Anstellung bei der Balkan Investment Bank in Banja Luka begann sie 2007 als wissenschaftliche Assistentin an der Fakultät für Wirtschaftswissenschaften in Banja Luka. 2014 wurde sie dort Assistenzprofessorin und unterrichtet Studierende am Institut für Internationale Wirtschaftsbeziehungen. Trotz erfolgreicher akademischer Karriere entschied sie sich für die Politik, weil sie, wie sie sagt, „den Wunsch nach Veränderung in der Gesellschaft“ hatte.
Sie unterstützte öffentlich die Gruppe „Gerechtigkeit für David“, die sich um Aufklärung über den tragischen Tod des Studenten David Dragičević bemühte und verurteilte dabei scharf die Reaktionen der Polizei.
Bei den Parlamentswahlen 2018 wurde sie in die Nationalversammlung der Republika Srpska gewählt.
Sie besitzt die Staatsbürgerschaften von Bosnien und Herzegowina und von Serbien.
Frau Trivić ist verheiratet und hat zwei Söhne.

## Publikationen (Auswahl)
Jovo Ateljević, Jelena Trivić (Hrsg.): Economic Development and Entrepreneurship in Transition Economies. Issues, Obstacles and Perspectives. Springer 2016. ISBN 978-3-319-28856-7